# 城中街道 (四会市)
城中街道是中华人民共和国广东省肇庆市四会市下辖的一个街道办事处，城中街道拥有四会最多的人口，地点位于四会的中心城区。

## 行政区划
城中街道下辖以下地区：
城东社区、城中社区、城南社区、城北社区、沙尾社区、渔业社区、花街社区、沙尾邨社区、仓岗社区、下布村、铁场村、高狮村、上沙村、白沙村、高布村和河西村。
城北社区境内的广东省肇庆监狱列入广东省四会监狱所在的类似乡级单位——广东省济广监狱。

## 地标
绥江大桥
柑桔大桥
龙江大酒店
龙城大酒店
仙女雕像

## 街道
龙江路
龙凤路
新风路
沿江路
大北步行街
光明大道
沙尾一路

## 内部连接
- https://web.archive.org/web/20110419173431/http://www.gdsihui.gov.cn/